# Anas Basbousi
Anas Basboussi, conocido artísticamente como Bawss, es un actor y rapero marroquí. Es más conocido por su papel en la película de Nabil Ayouch de 2021 Casablanca Beats (en francés: Haut et Fort), que fue seleccionada para competir por la Palma de Oro en el Festival de Cannes de 2021.